# Conseil des prises (Belgique)
Le Conseil des prises est, en Belgique, la juridiction compétente pour statuer, en première instance, sur la validité des prises maritimes opérées, en temps de guerre, par des capteurs de nationalité belge.